# Plétora
Se llama plétora a la plenitud de sangre o al estado resultante de la cantidad de glóbulos rojos sobre su cifra normal. 
Los individuos con esta afección están caracterizados por tener el rostro muy encendido, el pulso lleno, ancho y desarrollado, los latidos del corazón enérgicos, la respiración oprimida, abundantes sudores, orina muy encendida, cefalea, zumbidos de oídos (acúfenos), hemorragias o congestiones sanguíneas locales.